# Bitwa pod Santa Rosa
Bitwa pod Santa Rosa – starcie zbrojne, które miało miejsce 20 marca 1856 r. w trakcie wojny Nikaragui z koalicją państw Ameryki Środkowej (1856–1857).
W roku 1856 rząd Kostaryki podjął decyzję o interwencji zbrojnej w Nikaragui i obaleniu rządzącego tam amerykańskiego flibustiera Williama Walkera. Na wieść o zbrojnych przygotowaniach Kostaryki, Walker wysłał w kierunku nadgranicznego miasta Guanacaste, oddział liczący 207 ludzi pod wodzą płk. Schlesingera.
Dnia 19 marca żołnierze Schlesingera dotarli do hacjendy Santa Rosa położonej w odległości 20 km od Guancaste. 20 marca pozycje Flibustierów zostały zaatakowane przez liczący 500 ludzi oddział kostarykański pod wodzą generała Bosqueta. Większa część oddziału Schlesingera wraz z dowódcą opuściła hacjendę przed walką. Na miejscu pozostało jedynie 44 ludzi pod wodzą kpt. Ereightona. Pomimo zaciętego oporu obrońców, Kostarykańczycy ostatecznie zdobyli hacjendę zabijając 24 przeciwników. 20 wziętych do niewoli jeńców rozstrzelano.